# 2023年銅鑼燒事件
臺北市政府警察局婦幼警察隊在2023年7月3日進行炎亞綸拍攝未成年人性影像案搜索行動時，因炎亞綸搭乘偵防車應訊，而被質疑使用特權躲避媒體。

## 案情

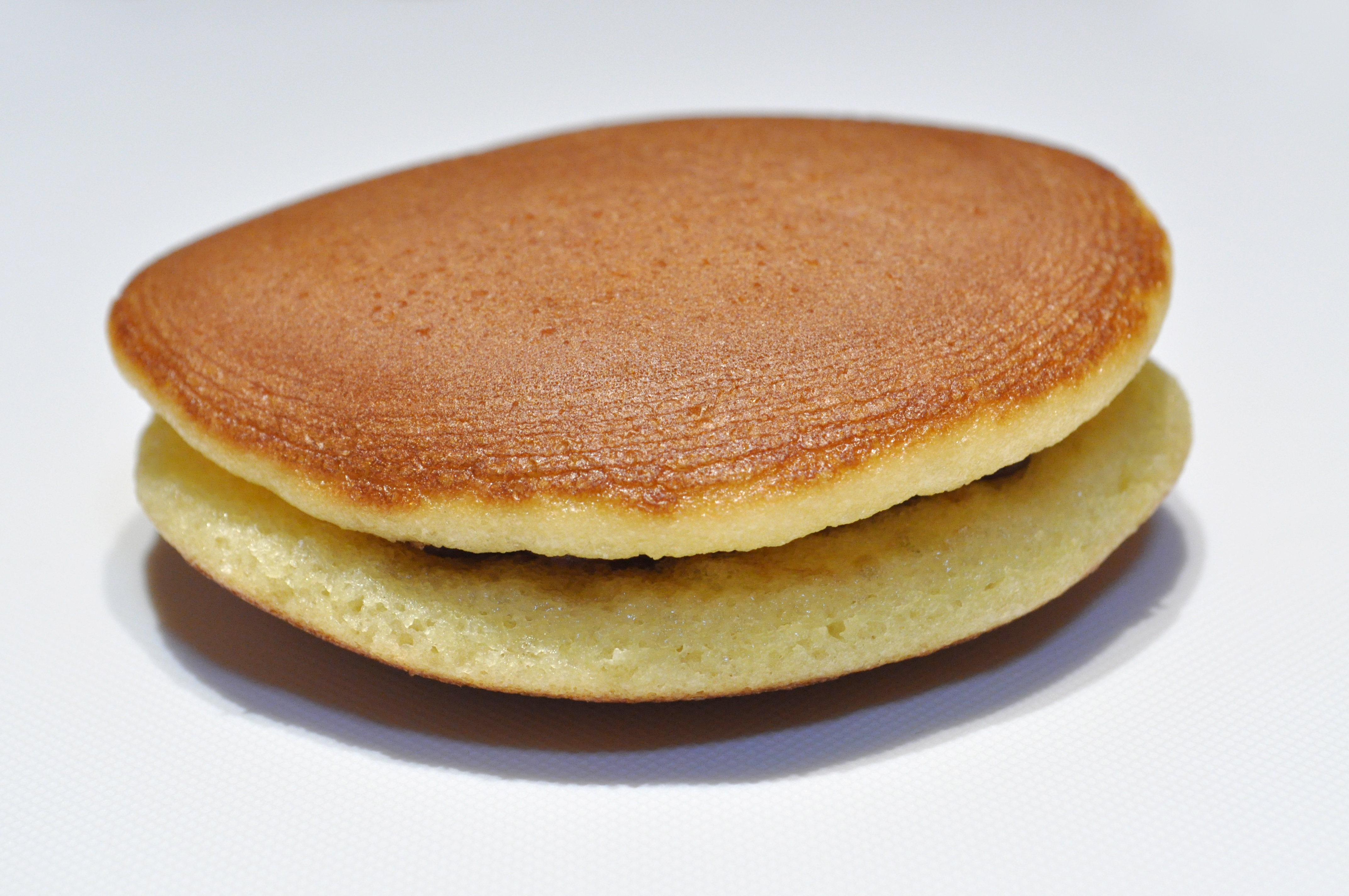
銅鑼燒

由於傳出臺北市政府警察局婦幼警察隊洩漏偵查內容，承辦該案的檢察官不滿偵辦過程遭媒體即時披露，因此臺北市政府警察局婦幼隊隊長謝志鑫與偵防組長蘇文紹於7月4日至臺灣士林地方檢察署進行說明。並提著津野蜂蜜蛋糕的銅鑼燒禮盒入內，而該禮盒是報公帳所購買。臺灣士林地方檢察署則表示，尊重警方內部調查。臺北市政府警察局發布聲明，否認讓炎亞綸使用特權，至於婦幼隊是否違反偵查不公開的部分，目前由督察室刻正調查中，如有查出違失，必當追究相關人員行政責任。臺灣士林地方檢察署深夜發出三點聲明，並將兩盒甜點送至政風室處理。
臺灣士林地方檢察署政風室在7月5日致電臺北市政府警察局婦幼警察隊，要求派員前來取回伴手禮；婦幼隊長謝志鑫表示，儘速派員領回兩盒銅鑼燒，並未多表示意見。臺北市政府警察局在例行會議時，檢討昨日事件演變至今的處理狀況。最終，臺北市政府警察局在同月14日發布人事調動，將婦幼隊長謝志鑫調任犯罪預防科專員，原職由北投分局長許煜凡接任；而原本是刑事警察大隊專員吳坤財調整至技正。

## 反應
7月6日，臺北市政府警察局局長張榮興表示，此事從一開始處理方向就是錯誤，並得罪地檢署、媒體。律師林智群表示，洩露偵查中案情會破壞檢察官辦案步調外，也會傷害炎亞綸的名譽，該名警員的作法讓檢察官難做。律師翁偉倫認為是在辦案送禮的時間點，警察可能自己體認到，就是一個辦案團隊，大家公務的往來，但是檢方有檢方的立場。